# Irving Louis Horowitz
Irving Louis Horowitz (25 de setembro de 1929 - 21 de março de 2012) foi um sociólogo, escritor e professor universitário estadunidense que escreveu e lecionou extensivamente em seu campo de atuação. Ele propôs um índice quantitativo para medir a qualidade de vida de um país e ajudou a popularizar o " Terceiro Mundo " como um termo para as nações mais pobres do Movimento Não Alinhado. Ele foi considerado por muitos como um neoconservador, embora sustentasse que não tinha adesão política. 

## Infância e educação
Horowitz nasceu em Nova York em 25 de setembro de 1929, filho de Louis e Esther Tepper Horowitz. Ele foi educado no City College of New York (atualmente City College of the City University of New York, ou CUNY), BS, 1951; Universidade de Columbia, Nova York, MA, 1952; e a Universidade de Buenos Aires, Argentina, Ph.D., 1957. 

## Contribuições acadêmicas
No início de sua carreira, Horowitz foi aluno do sociólogo esquerdista C. Wright Mills, um professor texano da Universidade de Columbia cujos livros mais significativos incluem White Collar, The Power Elite e The Sociological Imagination. Horowitz editou duas coleções póstumas do trabalho de Mills, incluindo The cultural apparatus. 
Horowitz desenvolveu uma sociologia política que pudesse medir a extensão da liberdade pessoal de uma sociedade e da violência sancionada pelo Estado. Como resultado de seu trabalho, um padrão para a qualidade de vida em qualquer nação ou sistema social em particular foi construído com base no número de pessoas arbitrariamente mortas, mutiladas, feridas, encarceradas ou privadas de liberdades civis básicas. Horowitz tentou construir uma ponte entre sua análise do poder e autoridade do Estado e seus estudos anteriores de estratificação e desenvolvimento internacional comparativo. Ele foi fundamental para introduzir a termo " Terceiro Mundo " no léxico da pesquisa social. Horowitz articulou a visão de que a republicação de publicações anteriores em diferentes formatos é necessária nas ciências sociais para divulgar os resultados da pesquisa e torná-los úteis para a sociedade. 
Ele também escreveu sobre genocídio, incluindo Genocide: State power & mass murder e Taking lives: Genocide & state power.   Seus últimos escritos sobre o assunto foram seu prefácio ao livro de RJ Rummel Death by government,  e seu ensaio sobre o terror patrocinado pelo Estado, "Counting Bodies. The Dismal Science of Authorized Terror"  em Patterns of Prejudice . No verão de 1994, um volume de ensaios em homenagem a Horowitz foi publicado pela Transaction Publishers. 
Em 1990, ele publicou uma autobiografia, uma breve "biografia sociológica" ao invés de uma que é intelectual ou íntima. Este foi Daydreams and nightmares:  Reflections on a Harlem childhood,  pelo qual recebeu o National Jewish Book Award em 1991. Nele, Horowitz lança um olhar nada romântico sobre crescer como filho de imigrantes judeus russos nas ruas de um Harlem predominantemente negro, na cidade de Nova York, na década de 1930.

### Crítica das tendências marxistas na sociologia
Horowitz é conhecido por seu trabalho de 1994, The Decomposition of Sociology, no qual ele argumentou que a sociologia, enquanto disciplina, está em declínio devido à teoria excessivamente ideológica e uma aparente falta de relevância para a formulação de políticas. Ele viu essa mudança como um deslocamento da sociologia americana em direção às tendências europeias (particularmente marxistas) que ele rotulou como "fascistas de esquerda" e "selvagens profissionais".  Ele escreveu: "A decomposição da sociologia começou quando essa grande tradição se tornou sujeita ao pensamento ideológico, e uma tradição inferior emergiu na esteira dos triunfos totalitários".  O sociólogo George Steinmetz desafiou Horowitz. Em um artigo de 2005 no The Michigan Quarterly Review intitulado "As contradições culturais de Irving Louis Horowitz", ele escreveu que o contexto "histórico, cultural e geográfico" permaneceu crítico. 

## Vida pessoal
Em 1951, casou-se com Ruth Narowlansky, com quem teve dois filhos, Carl e David; eles se divorciaram em 1964. Casou-se com Danielle Salti em 1964; o casal se divorciou em 1978. Ele se casou com Mary Ellen Curtis em 1979. Faleceu em 21 de março de 2012. Em 1973, Horowitz foi um dos signatários do Manifesto Humanista II . 